# Christopher G. Moore

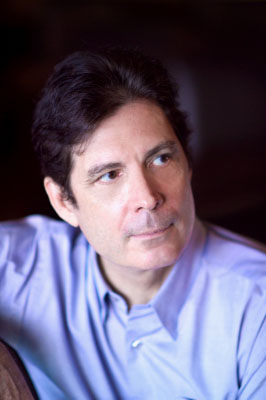
Christopher G. Moore

Christopher G. Moore (* 8. Juli 1952) ist ein kanadischer Schriftsteller, der in Bangkok lebt und arbeitet.

## Leben und Werk
In seinen den Kriminalromanen angelehnten Werken beschreibt er das Leben in Südostasien, insbesondere Thailand. Die Stadt Bangkok, in der er seinen Protagonisten, den Privatdetektiv Vincent Calvino angesiedelt hat, ist der hauptsächliche Schauplatz seiner Romane, in denen sowohl die thailändische Gesellschaft als auch das Leben der dort ansässigen ausländischen Expats (Auswanderer) beschrieben wird.
In Vancouver aufgewachsen, arbeitete Moore nach seinem Studium in Oxford zunächst als Professor der Rechtswissenschaft an der Universität von British Columbia. 1983 entdeckte er während einer Asienreise Thailand und ließ sich daraufhin als freier Schriftsteller in Bangkok nieder. Seine ersten Texte veröffentlichte er über das Internet. Als Autor ist er besonders auf dem asiatischen Markt sehr erfolgreich.

## Auszeichnungen
- 2004 Deutscher Krimi-Preis – Kategorie International 3. Platz für Stunde Null in Phnom Penh (Original: Zero Hour in Phnom Penh)
- 2011 Shamus Award – Kategorie Bester Roman als Original-Taschenbuch für Asia Hand

## Werke
In der Vincent-Calvino-Reihe sind bisher in der Originalsprache Englisch erschienen:
- Spirit House, erstmals erschienen 1992, ISBN 978-1-84354-791-4
- Asia Hand, erstmals erschienen 1992, ISBN 974-87171-2-7
- Zero Hour in Phnom Penh, erstmals erschienen 1994, ISBN 978-974-10-3046-0
- Comfort Zone, erstmals erschienen 1995, ISBN 974-87754-9-6
- The Big Weird, erstmals erschienen 1996, ISBN 978-974-8418-42-1
- Cold Hit, erstmals erschienen 1999, ISBN 974-92104-1-7
- Minor Wife, erstmals erschienen 2002, ISBN 974-92126-5-7
- Pattaya 24/7, erstmals erschienen 2004, ISBN 974-92066-6-5
- The Risk of Infidelity Index, erstmals erschienen 2007, ISBN 978-974-88168-7-6
- Paying Back Jack, erstmals erschienen 2008, ISBN 978-974-312-920-9
- The Corruptionist, erstmals erschienen 2009, ISBN 978-616-90393-3-4
- 9 Gold Bullets, Heaven Lake Press (2011) ISBN 978-616-90393-7-2.
- Missing In Rangoon, Heaven Lake Press (2013) ISBN 978-616-7503-17-2.
- The Marriage Tree, Heaven Lake Press (2014) ISBN 978-616-7503-23-3.
- Crackdown, Heaven Lake Press (2015) ISBN 978-616-7503-32-5.
- Jumpers, Heaven Lake Press (2016) ISBN 978-616-7503-34-9.
- Dance Me to the End of Time, Heaven Lake Press (2020) ISBN 978-616-7503-39-4.

Einige der Geschichten um den Privatdetektiv Vincent Calvino sind in 12 Sprachen erhältlich. In Deutsch sind bislang erschienen:
- Haus der Geister. Aus dem Englischen von Götz Burghardt. Zürich 2000. ISBN 3-293-20168-7
- Nana Plaza. Aus dem Englischen von Peter Friedrich. Zürich 2001. ISBN 3-293-20204-7
- Stunde Null in Phnom Penh. Aus dem Englischen von Peter Friedrich. Zürich 2003. ISBN 3-293-20260-8
- Der Untreue-Index. Aus dem Englischen von Peter Friedrich. Zürich 2011. ISBN 978-3-293-00435-1

The Land of Smiles Trilogy
- A Killing Smile, 2004, ISBN 974-92335-7-3
- A Bewitching Smile, 2000, ISBN 974-85787-0-4
- A Haunting Smile, 2004, ISBN 974-92214-8-6

Einzelwerke
- His Lordship's Arsenal, 1999, ISBN 974-86694-7-5
- Tokyo Joe, 2003, ISBN 974-91152-8-7
- Red Sky Falling, 2004, ISBN 974-92385-7-5
- God of Darkness, 2004, ISBN 974-92281-7-0
- Chairs, 2000, ISBN 974-87691-9-4
- Waiting for the Lady, 2004, ISBN 974-92186-1-2
- Gambling on Magic, 2005, ISBN 974-92942-5-4
- The Wisdom of Beer, 2012, ISBN 978-616-7503-11-0.

Anthology
- Bangkok Noir, 2011, ISBN 978-616-7503-04-2. (Editor)
- Phnom Penh Noir, 2012, ISBN 978-616-7503-15-8. (Editor)
- The Orwell Brigade, 2012, ISBN 978-616-7503-16-5. (Editor)

Sachbuch
- Heart Talk", 2006, ISBN 974-94118-9-7
- The Vincent Calvino Reader's Guide, 2010, ISBN 978-616-90393-4-1.
- The Cultural Detective, 2011, ISBN 978-616-90393-8-9.
- Faking It in Bangkok, 2012, ISBN 978-616-7503-13-4.
- Fear and Loathing in Bangkok, 2014, ISBN 978-616-7503-24-0.
- The Age of Dis-Consent, 2015, ISBN 978-616-7503-31-8.